# Lac de la Bayenna
Der Lac de la Bayenna ist ein Bergsee im Val de Moiry, einem Seitental des Val d’Anniviers, auf dem Gebiet der Gemeinde Anniviers im Schweizer Kanton Wallis. Er liegt auf 2546 m ü. M. westlich des Lac de Châteaupré oberhalb des Gletschervorfelds des Moirygletschers. Sein Abfluss mündet nach ca. 800 m etwas unterhalb des Lac de Châteaupré in die Gougra.

## Erreichbarkeit
Der See kann über einen Bergwanderweg in ca. 30 Minuten vom Lac de Châteaupré aus erreicht werden, welcher an den öffentlichen Verkehr angebunden ist.
Der Lac de la Bayenna liegt am Rundwanderweg um den Lac de Moiry (Tour du Lac de Moiry). Zudem führt der Bergwanderweg zum Gebirgspass Col du Tsaté (2867 m ü. M.), einem Übergang ins Val d’Hérens, am See vorbei.